# توماس وول
توماس وول (بالإنجليزية: Thomas Wall)‏ (27 نوفمبر 1841 - 19 أبريل 1875) هو لاعب كريكت بريطاني (وحمل سابقاً جنسية المملكة المتحدة لبريطانيا العظمى وأيرلندا).